# Stabile organizzazione
Per stabile organizzazione, o branch in inglese, si intende generalmente una sede o un centro di affari non temporaneo attraverso il quale un'impresa commerciale non residente esercita la propria attività economica, producendo reddito nel territorio di un'altra nazione.

## Definizione
Una stabile organizzazione, secondo l'art.162 comma 1 del Tuir (Testo unico delle imposte sui redditi) è una sede fissa d'affari per mezzo della quale un'impresa non residente esercita tutta o in parte la sua attività sul territorio dello Stato. Per sede fissa si intende un apparato strumentale, fisicamente tangibile ovvero una delimitazione di territorio situato in maniera durevole nel territorio dello Stato. La sede fissa viene definita d'affari in quanto la stabile organizzazione, per essere definita tale, deve esercitare attività commerciale. Quest'ultimo attributo è fondamentale. Essa può essere umana o tecnologica (un server, per esempio). La definizione di stabile organizzazione varia nei diversi regimi tributari internazionali, ma è fondamentale in ogni ordinamento giuridico perché la stabile organizzazione è soggetto di imposizione tributaria nel paese dove ha la sede e non dove risiede il soggetto che ne ha la proprietà o il controllo.
Mentre la dimensione spesso non è rilevante, il concetto di redditività è fondamentale. Per esempio, un'enorme fabbrica situata in un paese a basso costo lavorativo che si limita a fornire tutta la produzione ad un altro soggetto del suo stesso gruppo (distributore o ulteriore stabilimento) residente in un altro stato senza effettuare nessuna attività commerciale non può essere considerata una stabile organizzazione in senso tributario perché non produce reddito.
La giurisprudenza nazionale, a partire dal dettato normativo, in merito al concetto ha costruito una definizione basata sull'individuazione dell'esistenza di alcune caratteristiche fondamentali, in presenza delle quali si può parlare di stabile organizzazione. Queste sono in particolare:
- la stabilità dell'organizzazione, tale cioè da poter essere utilizzata in maniera durevole
- l'irrilevanza delle dimensioni dell'organizzazione
- L'idoneità dell'attività svolta dalla stabile organizzazione. Questa può essere anche secondaria o strumentale rispetto a quella dell’impresa estera, ma non ausiliaria. Non è fondamentale, inoltre, che il suo scopo sia necessariamente economico[3]

Di stabile organizzazione ne dà una chiara e completa definizione anche la normativa europea nel Regolamento UE n. 282/2011, di attuazione della Direttiva n. 2006/112/CE. “la stabile organizzazione designa qualsiasi organizzazione … caratterizzata da un grado sufficiente di permanenza e una struttura idonea in termini di mezzi umani e tecnici atti a consentirle di ricevere e di utilizzare i servizi che le sono forniti per le esigenze proprie di detta organizzazione”. La normativa si concentra in modo particolare sul soddisfacimento di alcuni requisiti che la stabile organizzazione deve possedere. Questi requisiti sono di tre ordini differenti: di carattere oggettivo, e cioè la presenza di una struttura fissa o stabile, di carattere soggettivo, la presenza di personale (questo secondo requisito potrebbe non essere fondamentale in quanto è possibile configurare una stabile organizzazione anche in presenza di un'installazione completamente automatizzata) e di carattere funzionale, e cioè che attraverso la sede si svolga un’attività economica che sia potenzialmente idonea a produrre reddito.

## Evoluzione storica
Fu la Società delle Nazioni ad utilizzare per la prima volta il concetto di permanent establishment nel modello di convenzione in materia di imposte sui redditi del 1927. In questo si stabilì che il reddito derivante da un'impresa industriale, commerciale o agricola che fosse doveva essere soggetto ad imposizione nello Stato all'interno del quale le persone che controllano l'impresa possiedono stabili organizzazioni. Contemporaneamente al lavoro della Società delle Nazioni, che andava avanti stipulando convenzioni internazionali in seno alla propria attività, iniziavano a comparire i primi accordi indipendenti finalizzati a evitare la doppia imposizione internazionale. Spesso, però, tali accordi elencavano solamente alcune ipotesi in cui poteva configurarsi la stabile organizzazione. Poco per volta, tuttavia, tali accordi cominciarono a raffinarsi e a completarsi in modo tale da prevedere una sempre più ampia capacità di identificare casi di esistenza e inesistenza di stabili organizzazioni.

### Nascita dell'Oece
Dagli anni '50 e fino al 1961, fu l'Oece (Organizzazione per la Cooperazione Economica Europea) a ereditare il lavoro della Società delle Nazioni. Fin dalla metà degli anni '50 si rese palese la necessità di elaborare una definizione dettagliata di stabile organizzazione. A tal proposito venne presentato un progetto di articolo che ne conteneva la definizione avente al proprio interno gli elementi essenziali di tale figura. Questo articolo fu migliorato negli anni e infine adottato dall'OCSE nel 1963 come articolo 5 nel Modello di convenzione contro la doppia imposizione (o modello OCSE). L'Oece rassegnò quattro rapporti ed elaborò gli abbozzi di un articolato progetto di Convenzione ad opera del proprio comitato fiscale.

### Nascita dell'OCSE
Nel 1961 nacque l'OCSE. In materia di stabile organizzazione e doppia imposizione, partendo dal lavoro dell'OECE ed elaborandolo, giunse al Modello OCSE che, all'art. 5, conteneva la definizione, per la maggior parte rimasta invariata ancora oggi, del concetto di stabile organizzazione. Questo articolo fu poi aggiornato nel 1977 e, durante il corso degli anni, ha trovato nelle sue linee essenziali ampia utilizzazione e diffusione sia nelle Convenzioni concluse tra Paesi e sia nell'analogo Modello di convenzione contro le doppie imposizioni tra Paesi sviluppati e Paesi in via di sviluppo dell'ONU.

## Modello OCSE
Sulla base del modello OCSE si sono sviluppate le normative dei singoli Paesi, tra cui il Testo Unico delle Imposte sui Redditi (T.U.I.R.), e quelle delle strutture sovranazionali come l'Unione Europea. L'attuale articolo 5 del modello OCSE contiene una definizione di stabile organizzazione che si articola in 7 paragrafi. Nel primo paragrafo è presente una definizione a carattere generale della cosiddetta stabile organizzazione materiale ed è seguito da alcuni casi esemplificativi che non sono tuttavia da considerarsi esaustivi. Nella definizione, piuttosto ampia, sono previste le seguenti condizioni affinché si configuri la stabile organizzazione:
- l'esistenza di una sede fissa d'affari (installazioni come locali o macchinari e attrezzature). Anche nel caso in cui vi sia un contratto d'affitto che oltre all'affitto prevede anche prestazioni addizionali al puro affitto può sorgere una stabile organizzazione, pur in mancanza di una vera e propria sede fissa di affari.[3]
- la fissità della sede d'affari, data dalla sua stabilità in un luogo preciso e con un certo livello di permanenza[3]
- l'attività commerciale o industriale dell'impresa deve svolgersi tramite la sede fissa d'affari

Nel paragrafo 4 sono invece contenute una serie di eccezioni che, anche in questo caso però, non vanno considerate come tassative ma solo esemplificative e servono a impedire interpretazioni eccessivamente restrittive.
Il paragrafo 5 e il paragrafo 6 trattano i casi in cui un'impresa si possa considerare come avente una stabile organizzazione in un determinato stato nel momento in cui questa impresa abbia, all'interno di quest'ultimo, una persona che si occupa dei suoi affari e agisce per suo conto. Trattasi del concetto di stabile organizzazione personale che, nonostante sia intuibile una sua definizione dagli elementi essenziali già presenti, non è stato, tuttavia, definito in modo preciso e specifico.
Il paragrafo 7, l'ultimo, contiene una clausola di salvaguardia riferita alle società consociate. Essa stabilisce che il fatto che una società residente di uno Stato contraente controlli o sia controllata da una società residente di un altro Stato contraente o vi svolga la sua attività non costituisce di per sé motivo sufficiente per far considerare una qualunque di dette società una stabile organizzazione dell'altra.

### La stabilità della sede d'affari
Al concetto di stabilità della sede d'affari sono collegati due criteri, uno oggettivo e uno soggettivo.
1. Il criterio oggettivo: in base a quanto dettato dalle linee del modello OCSE, l'installazione connessa con il territorio deve essere stabile. Il concetto di stabilità è collegato sia a un'accezione temporale tale per cui deve esserci una effettiva permanenza sul territorio, sia a un'accezione spaziale per cui deve esistere un legame stabile con il territorio e non sia precaria la sede d'affari; in tal senso non è necessario un ancoraggio fisso al suolo. Da ciò si evince pertanto che non danno luogo ad una stabile organizzazione le installazioni nel caso in cui vengano utilizzate con carattere saltuario, per periodi non estesi e comunque al fine di svolgere attività meramente occasionali. Al contrario devono avere carattere di stabilità ed essere organizzate per lo svolgimento di attività durevoli.
2. Il criterio soggettivo: è l'elemento intenzionale che si verifica nel momento iniziale in cui l'installazione viene impiegata in funzione strumentale all'attività d'impresa. Valutare questo elemento [3]intenzionale necessita di un'indagine caso per caso i riscontri fattuali dati dall'effettiva durata dei contratti che rendono l'installazione disponibile, dall'entità degli investimenti e dalla natura dell'attività.

Alla luce di quanto detto finora e sulla base dell'esperienza successiva all'introduzione del modello OCSE, può configurarsi una stabile organizzazione anche una sede d'affari che, coerentemente con quanto preventivato dall'imprenditore, risulti impiegata per un tempo non determinato o che, creata per un fine temporaneo, in realtà venga utilizzata per un periodo non considerabile circoscritto o che, a seguito di eventi sopraggiunti e indipendenti dalla volontà del soggetto passivo, interrompa la sua attività nonostante fosse stata installata per un tempo durevole.
La stabile organizzazione cessa comunque la propria esistenza nel momento in cui cessi totalmente e definitivamente la propria attività, oppure nel caso in cui venga meno la disponibilità dell'installazione.

## Diverse fattispecie
I commi 2 e 3 dell'art.162 TUIR individuano, specificano e differenziano alcune fattispecie specifiche.
- Le sedi di direzione, le officine, le succursali, gli uffici e i laboratori configurano sempre la stabile organizzazione sul territorio dello Stato

- Miniere, giacimenti petroliferi o di gas naturale, cave o altri luoghi di estrazione di risorse naturali sono comprese nell'espressione stabile organizzazione anche quando situate in zone che si trovino fuori dalle acque territoriali in cui, in ossequio al diritto internazionale consuetudinario e alla legislazione nazionale sullo sfruttamento e l'esplorazione di risorse nazionali, lo Stato può esercitare diritti relativi al fondo del mare, al suo sottosuolo e alle risorse naturali
- Un cantiere di costruzione o di montaggio o di installazione, o l'esercizio di attività di supervisione ad esso connesse. In questo caso è considerato stabile organizzazione soltanto nel caso in cui tale cantiere, progetto o attività abbia una durata superiore a 3 mesi.
- Conclusione di contratti. Consiste in una stabile organizzazione d'impresa la fattispecie in cui il soggetto, che può essere sia residente che non residente, concluda abitualmente all'interno del territorio dello Stato e in nome dell'impresa, contratti che siano differenti da quelli di acquisto di beni.[2]

## Vettori aerei
L’art. 38, co. 1, D.L. 18 ottobre 2012, n. 179, introduce nell’ordinamento italiano un nuovo concetto di stabile organizzazione, che trova applicazione dal periodo di imposta in corso al 31 dicembre 2012 per le imprese che esercitano servizi di trasporto aereo. La disposizione in esame prevede il caso in cui un vettore aereo, che eserciti in modo stabile o continuativo o comunque abituale un'attività di trasporto aereo a partire da una base, sia titolare di una licenza di esercizio rilasciata da uno Stato membro dell'Unione Europea diverso dall'Italia. In questo caso la normativa considera il vettore aereo come stabilito sul territorio nazionale. La base cui la normativa fa riferimento è un insieme di locali e di infrastrutture nelle quali un’impresa esercita in modo stabile, abituale e continuativo un’attività di trasporto aereo, per mezzo di lavoratori subordinati che devono avere, in tale sede, il loro centro di attività professionale. Questa previsione comporta l'assoggettamento al regime di tassazione dell'Italia per i redditi prodotti all'interno del paese con riferimento ai vettori rientranti all'interno della definizione legislativa.

## Casi di esclusione
Non sempre una sede fissa di affari è considerabile stabile organizzazione in conformità con le disposizioni legislative sopra riportate. In particolare ci sono alcuni casi in cui la definizione è esclusa:
- Se viene utilizzata un'installazione al fine unico di depositare, esporre o consegnare merci o beni appartenenti all'impresa;
- Se l'impresa immagazzina le proprie merci o i propri beni ai soli fini di deposito, di esposizione o di consegna;
- Se i beni o le merci immagazzinati dall'impresa siano utilizzati ai soli fini della trasformazione da parte di un'altra impresa;
- Se la sede fissa sia utilizzata ai soli fini di acquistare beni o merci o al fine di raccogliere informazioni per l'impresa;
- Se la sede fissa sia utilizzata ai soli fini di svolgere qualsiasi altra attività che abbia carattere preparatorio o ausiliario a vantaggio dell'impresa;
- Se la sede fissa sia utilizzata ai soli fini dell'esercizio combinato delle attività sopra menzionate, purché l'attività della sede fissa nell'insieme che risulta da tale combinazione, abbia carattere preparatorio o ausiliario;
- Nel caso in cui vi sia la disponibilità di elaboratori elettronici e relativi impianti ausiliari che diano la possibilità di raccogliere e trasmettere dati e informazioni finalizzati alla vendita di beni e servizi, il server sarebbe considerabile come stabile organizzazione solo se collocato in Italia in maniera stabile e che sia nella piena disponibilità della società estera la quale lo usi per svolgere la propria principale attività
- Un mediatore di un commissionario generale, o di altri intermediari che goda di indipendenza, se svolgono la propria ordinaria attività non saranno considerabile facente parte, per questo solo fatto, rientranti nella stabile organizzazione;
- Un raccomandatario marittimo o di un mediatore marittimo che abbia i poteri per la gestione commerciale o operativa delle navi dell'impresa, anche in via continuativa, non costituirà di per sé stabile organizzazione dell'impresa non residente;[2]

Il fatto che un'impresa non residente con o senza stabile organizzazione nel territorio dello Stato controlli un'impresa residente, ne sia controllata, o che entrambe le imprese siano controllate da un terzo soggetto esercente o no attività d'impresa non è motivo sufficiente per considerare una qualsiasi di queste imprese una stabile organizzazione dell'altra.

## Determinazione del reddito

### Determinazione del reddito per società non residenti
Per le società e gli enti non residenti il reddito complessivo è formato esclusivamente dai redditi che vengono prodotti nel territorio dello Stato.

#### Soggetti non residenti con stabile organizzazione in Italia
A norma dell'art. 151 TUIR Le società e gli enti commerciali che hanno stabile organizzazione all'interno dello Stato italiano, eccezion fatta per le società semplici, vedranno la determinazione del proprio reddito complessivo sulla base di un rendiconto economico e patrimoniale appositamente compilato sulla base dei principi contabili utilizzati dai residenti con le stesse caratteristiche. Pertanto per questi soggetti, il reddito complessivo è costituito solamente dal reddito d'impresa.

#### Soggetti non residenti senza stabile organizzazione nello Stato Italiano
Il reddito complessivo delle società e degli enti commerciali che non hanno stabile organizzazione nel territorio dello Stato è costituito dai redditi fondiari, di capitale, di partecipazione e diversi prodotti nel territorio dello Stato, al netto degli oneri deducibili e detraibili.

### Determinazione del reddito delle stabili organizzazioni estere di società residenti
Il reddito complessivo della casa madre attrae il reddito prodotto dalla Stabile Organizzazione collegata e deve essere calcolato in ogni caso ai sensi della disciplina fiscale italiana. Per le imposte pagate all'estero a titolo definitivo dalla branch, viene riconosciuto un credito di imposta, calcolato ex art. 165 TUIR, al fine di evitare una doppia imposizione dei redditi prodotti dalla stabile organizzazione. Le imposte estere possono essere detratte fino al raggiungimento della quota di imposta corrispondente al rapporto tra reddito estero e reddito complessivo.

### Le novità del decreto internazionalizzazione
In materia è intervenuto il  D.Lgs. 14 settembre 2015, n. 147 (cosiddetto Decreto internazionalizzazione, in vigore dal 07 ottobre 2015) il quale contiene al proprio interno alcune disposizioni destinate alle imprese a vocazione internazionale. In particolare l'art. 7 contiene delle previsioni in materia di stabili organizzazioni di soggetti non residenti, in linea con quanto dettato dall'Ocse. L'art. 14, invece, dispone la possibilità di un regime di esenzione dei redditi prodotti all'estero da parte di stabili organizzazioni estere di soggetti residenti (cd. branch exemption).

#### Reddito italiano di società non residenti
Il decreto riscrive l'art. 151 e inserisce nel sistema un criterio di territorialità stabilendo al comma 1 che per gli enti commerciali e le società non residenti il reddito complessivo è formato soltanto dai redditi prodotti in Italia. A tal proposito viene stabilito nel successivo comma 2 quali redditi sono considerati prodotti in Italia: come per le persone fisiche, sono considerati prodotti in Italia i redditi fondiari, i redditi di capitale, i redditi di lavoro dipendente, i redditi d'impresa, i redditi diversi percepiti nel territorio dello Stato.

#### Reddito in Italia di stabili organizzazioni
Nel caso di società ed enti commerciali che abbiano stabile organizzazione nel territorio italiano il nuovo art. 152 TUIR stabilisce che il reddito del branch è calcolato in base agli utili e alle perdite che a questo sono riferibili facendo riferimento ad un apposito rendiconto economico-patrimoniale redatto in conformità ai principi contabili per i soggetti residenti con le stesse caratteristiche. Pertanto risulta fondamentale che la stabile organizzazione rediga un conto economico e una situazione patrimoniale rappresentanti la base per calcolare il reddito imponibile.
Il fatto che la stabile organizzazione debba depositare il bilancio della propria casa madre, che comprende ovviamente tra l'altro costi e ricavi della stabile organizzazione stessa, è corollario del fatto che dal punto di vista civilistico la stabile organizzazione è un ramo della casa madre e non un'entità autonoma.
I commi 2 e 3 dell'art. 152 contengono disposizioni contro la doppia imposizione fiscale sulla base delle convenzioni stipulate dall'Italia. In particolare il co. 2 considera, in questa concezione, la stabile organizzazione come un’entità separata rispetto alla casa madre per cui costi e ricavi interni devono rispettare il principio del valore normale. Ciò allo scopo di evitare arbitrarie allocazioni di imponibile in uno Stato o in un altro.

#### Reddito degli enti non commerciali non residenti
In materia di reddito degli enti non commerciali non residenti, il nuovo art. 153 TUIR non apporta novità stabilendo che, per questi soggetti, il reddito complessivo è formato soltanto dai redditi prodotti nel territorio dello Stato.

#### Branch exemption
Una delle novità più interessanti del D.Lgs. 147/2015 è stato l'aggiunta dell'art.168-ter al D.P.R. 917/1986. Questo articolo disciplina la cosiddetta branch exemption per le stabili organizzazioni estere di imprese italiane.
La norma stabilisce che un'impresa residente in territorio italiano ha la possibilità di usufruire dell'esenzione degli utili e delle perdite collegabili a tutte le proprie stabili organizzazioni all'estero. Grazie a ciò, il contribuente potrà godere del minor livello di tassazione del Paese estero. Ciò potrebbe apparire particolarmente vantaggioso nel caso in cui una stabile organizzazione sia localizzata in un paradiso fiscale. A tal proposito, al fine di evitare abusi, il comma 3 dell'art.168-ter TUIR prevede che, nel caso in cui la stabile organizzazione sia localizzata all'interno di un paese con un livello nominale di tassazione inferiore al 50% di quello applicabile in Italia, non è possibile optare per la branch exemption.

## Obblighi di contabilità
La normativa fiscale italiana impone alla stabile organizzazione gli obblighi contabili di cui all'art.14 ultimo comma D.P.R. 29 settembre 1973 n. 600 secondo il quale ogni società, ente o imprenditore che eserciti tramite stabili organizzazioni attività commerciali all'estero, deve segnalare distintamente nella contabilità ogni fatto di gestione che interessi le stabili organizzazioni determinando, per ciascuna di esse, i risultati dell'esercizio relativi a ognuna separatamente.
Da alcune risoluzioni ministeriali risulta chiaro che la contabilità separata della stabile organizzazione deve essere tenuta rispettando i principi contabili convenzionalmente accettati e deve poi essere inserita nella contabilità generale della propria casa madre. Le scritture contabili vengono iscritte nel "libro giornale sezionale" che deve essere periodicamente riepilogato nel libro giornale della casa madre.

## La stabile organizzazione occulta
Il carattere sempre più internazionale e transnazionale dell'economia di mercato e delle imprese multinazionali si pone in contrasto con una disciplina fiscale rimasta, sotto molti aspetti, ancora nazionalistica. L'evidenza di questo profilo pone in essere, tra le altre cose, la questione del rapporto intercorrente tra la casa madre e la società estera sottoposta a management dalla prima per il raggiungimento di scopi unitari.
La nozione di stabile organizzazione occulta si riferisce a una sede fissa di affari in cui un'impresa estera esercita, in tutto o in parte, la propria attività per il tramite di un soggetto che agisce come agente dipendente o indipendente senza però dichiarare, all'autorità fiscale entro cui si localizza, i relativi proventi realizzati e ad essa direttamente imputabili.
La nozione fa riferimento all'ulteriore possibilità in cui un soggetto agisce formalmente come agente indipendente ma in realtà, di fatto, non soddisfa i requisiti di indipendenza giuridica ed economica.

## Stabile organizzazione digitale ed utenza
Un aspetto tipico delle economie digitali è la capacità di eludere l'individuazione di una localizzazione precisa. L'utente, per poter usufruire del servizio, deve essere in possesso di un dispositivo elettronico: questi dispositivi consentirebbero, secondo parte della dottrina, di geo-localizzare l'utente.
Il processo di localizzazione dell'utente è un elemento cruciale perché da questo dipende l'individuazione della connessione spaziale tra servizio digitale e riconduzione a tassazione dei "redditi digitali" sotto la legittima egida impositiva. 
La localizzazione dell'utente assolve alla funzione di strumento di connessione tra servizi prestati e luogo di imposizione e da ciò deriva un'applicazione generalizzata del tributo digitale, a prescindere dalla residenza del fornitore di servizi.
L'adozione di un modello di tassazione "utente-centrica" è una prospettiva volta a risolvere il rapporto tra fiscalità e digitalizzazione in quanto supera i criteri territoriali su cui si fonda il potere impositivo degli Stati.